# Балат (Египет)
Балат (араб. بلاط‎) — деревня в Египте, расположенная в оазисе Дахла в мухафазе Вади-эль-Гедид.
Балат расположен на восточном крае оазиса. В окрестностях Балата расположены такие археологические памятники, как некрополь Кила-эль-Дабба и Айн-Асиль. С 2500 года до н.э. и до того, как Мут стал центром оазиса, в Айн-Асиле находилась резиденция правителей.
Как и другие древние деревни оазиса (например Эль-Каср), Балат имеет типичные черты исламской пустынной оборонительной архитектуры, и представляет собой компактную крепость с концентрическими и радиальными улицами, плотно застроенную домами и окружённую стенами из глиняного кирпича.